# Unexplained EP
Unexplained EP — minialbum zespołu EMF. Zawiera 4 utwory, w tym jeden, który pojawił się później na albumie Stigma (Getting Through) oraz cover Search and Destroy zespołu Iggy & The Stooges.

## Lista utworów
1. "Getting Through" — 4:19
2. "Far from Me" — 3:13
3. "The Same" — 3:56
4. "Search and Destroy" — 3:51